# Eragisa barnesi
Eragisa barnesi är en fjärilsart som beskrevs av William Schaus 1910. Eragisa barnesi ingår i släktet Eragisa och familjen tandspinnare. Inga underarter finns listade i Catalogue of Life.